# 杜氏麂眼螺
杜氏麂眼螺（学名：Rissoina dunedini），是中腹足目麂眼螺科Rissoina属的一种。主要分布于中国大陆，常栖息在潮间带。